# Реджина Елена (броненосец)
«Реджина Елена» (итал. Regina Elena) — итальянский эскадренный броненосец типа «Реджина Елена», головной корабль проекта. Разработчиком корабля являлся инженер-кораблестроитель, офицер королевского флота Витторио Куниберти.
«Реджина Елена» участвовала в итало-турецкой и Первой мировой войнах. После заключения Вашингтонского морского соглашения броненосец был выведен из флота и разрезан на металл, поскольку не соответствовал условиям договора.